# Brunville
Brunville és un municipi francès situat al departament del Sena Marítim i a la regió de Normandia. L'any 2011 tenia 263 habitants.

## Demografia

### Població
| Evolució de la població |      |      |      |      |      |      |      |      |
| 1793                    | 1800 | 1806 | 1821 | 1831 | 1836 | 1841 | 1846 | 1851 |
| 191                     | 189  | 167  | 158  | 150  | 172  | 179  | 181  | 172  |

| 1856 | 1861 | 1866 | 1872 | 1876 | 1881 | 1886 | 1891 | 1896 |
| ---- | ---- | ---- | ---- | ---- | ---- | ---- | ---- | ---- |
| 174  | 178  | 164  | 163  | 137  | 145  | 150  | 132  | 152  |

| 1901 | 1906 | 1911 | 1921 | 1926 | 1931 | 1936 | 1946 | 1954 |
| ---- | ---- | ---- | ---- | ---- | ---- | ---- | ---- | ---- |
| 146  | 148  | 133  | 139  | 128  | 136  | 150  | 138  | 137  |

| 1962 | 1968 | 1975 | 1982 | 1990 | 1999 | 2006 | 2011 | 2016 |
| ---- | ---- | ---- | ---- | ---- | ---- | ---- | ---- | ---- |
| 121  | 129  | 118  | 105  | 222  | 217  | 227  | 263  | -    |

| 2019 | - | - | - | - | - | - | - | - |
| ---- | - | - | - | - | - | - | - | - |
| -    | - | - | - | - | - | - | - | - |

El 2007 la població de fet de Brunville era de 228 persones. Hi havia 74 famílies de les quals 4 eren unipersonals (4 dones vivint soles i 4 dones vivint soles), 21 parelles sense fills i 49 parelles amb fills.
La població ha evolucionat segons el següent gràfic:
Habitants censats

### Habitatges
El 2007 hi havia 78 habitatges, 71 eren l'habitatge principal de la família, 4 eren segones residències i 3 estaven desocupats. Tots els 78 habitatges eren cases. Dels 71 habitatges principals, 34 estaven ocupats pels seus propietaris i 37 estaven llogats i ocupats pels llogaters; 1 tenia dues cambres, 3 en tenien tres, 25 en tenien quatre i 42 en tenien cinc o més. 69 habitatges disposaven pel capbaix d'una plaça de pàrquing. A 38 habitatges hi havia un automòbil i a 28 n'hi havia dos o més.

### Piràmide de població
La piràmide de població per edats i sexe el 2009 era:
| Homes | Edats   | Dones |
| ----- | ------- | ----- |
| 0     | 95 o +  | 0     |
| 0     | 90 a 94 | 0     |
| 0     | 85 a 89 | 0     |
| 0     | 80 a 84 | 0     |
| 0     | 75 a 79 | 0     |
| 0     | 70 a 74 | 0     |
| 8     | 65 a 69 | 4     |
| 4     | 60 a 64 | 4     |
| 4     | 55 a 59 | 4     |
| 0     | 50 a 54 | 0     |
| 8     | 45 a 49 | 12    |
| 16    | 40 a 44 | 8     |
| 16    | 35 a 39 | 16    |
| 4     | 30 a 34 | 12    |
| 0     | 25 a 29 | 4     |
| 12    | 20 a 24 | 4     |
| 12    | 15 a 19 | 12    |
| 24    | 10 a 14 | 8     |
| 8     | 5 a 9   | 12    |
| 8     | 0 a 4   | 0     |

## Economia
El 2007 la població en edat de treballar era de 156 persones, 112 eren actives i 44 eren inactives. De les 112 persones actives 87 estaven ocupades (51 homes i 36 dones) i 24 estaven aturades (12 homes i 12 dones). De les 44 persones inactives 9 estaven jubilades, 20 estaven estudiant i 15 estaven classificades com a «altres inactius».

### Ingressos
El 2009 a Brunville hi havia 77 unitats fiscals que integraven 235,5 persones, la mediana anual d'ingressos fiscals per persona era de 14.581 €.

### Activitats econòmiques
Dels 2 establiments que hi havia el 2007, 1 era d'una empresa alimentària i 1 d'una empresa de comerç i reparació d'automòbils.
L'únic establiment comercial que hi havia el 2009 era una carnisseria.
L'any 2000 a Brunville hi havia 6 explotacions agrícoles.

## Poblacions més properes
El següent diagrama mostra les poblacions més properes.